# غوهر (قلعة خواجة)
غوهر (بالفارسية: گهر) هي منطقة سكنية تقع في إيران في قسم قلعة خواجة الريفي. يقدر عدد سكانها بـ 85 نسمة .